# شکارچیان شگفت‌انگیز
شکارچیان شگفت‌انگیز (کره‌ای: 경이로운 소문) مجموعه تلویزیونی محصول کره جنوبی با بازی جو بیونگ کیو، یو جون سانگ، کیم سه جونگ، یوم هه ران، آن سوک هوان و یو این سو است. این مجموعه بر پایه وب‌تون شایعه شگفت‌انگیز از جانگ یی در داوم است. فصل اول از ۲۸ نوامبر ۲۰۲۰ تا ۲۴ ژانویه ۲۰۲۱، روزهای شنبه و یکشنبه ساعت ۲۲:۳۰ (کی‌اس‌تی) از اوسی‌ان برای ۱۶ قسمت پخش شد. هر قسمت پس از پخش تلویزیونی، در نتفلیکس کره جنوبی و بین‌المللی منتشر شد. این مجموعه پربیننده‌ترین درام اوسی‌ان تاکنون است. این مجموعه برای فصل دوم تمدید شد و از ۲۹ ژوئیه ۲۰۲۳، روزهای شنبه و یکشنبه ساعت ۲۱:۲۰ (کی‌اس‌تی) از تی‌وی‌ان پخش شد.

## مرور کلی
| فصل | قسمت‌ها | قسمت‌ها | تاریخ اصلی روی آنتن رفتن | تاریخ اصلی روی آنتن رفتن | تاریخ اصلی روی آنتن رفتن | زمان پخش (کی‌اس‌تی) | میانگین سهم مخاطب (میلیون) |
| فصل | قسمت‌ها | قسمت‌ها | اولین بار                | آخرین بار                | شبکه                     | زمان پخش (کی‌اس‌تی) | میانگین سهم مخاطب (میلیون) |
| --- | ------ | ------ | ------------------------ | ------------------------ | ------------------------ | ----------------- | -------------------------- |
| ۱   | ۱۶     | ۱۶     | ۲۸ نوامبر ۲۰۲۰           | ۲۴ ژانویه ۲۰۲۱           | اوسی‌ان                   | شنبه–یکشنبه ۲۲:۳۰ | ۲٫۳۷۹                      |
| ۲   | ۱۲     | ۱۲     | ۲۹ ژوئیه ۲۰۲۳            | ۳ سپتامبر ۲۰۲۳           | تی‌وی‌ان                   | شنبه–یکشنبه ۲۱:۲۰ | ۱٫۴۳۳                      |

## بازیگران
- جو بیونگ کیو در نقش سو مون[۱۶] یک دانش آموز دبیرستانی ۱۸ ساله
- یو جون سانگ در نقش گا مو تاک
- کیم سه جونگ در نقش دو ها نا
- یوم هه ران در نقش چو مه سوک
- آن سوک هوان در نقش چوی جانگ مول
- یو این سو در نقش نا جوک بونگ (فصل ۲)
- کانگ کی یونگ در نقش هوانگ پیل کوانگ

(فصل ۲)
- کیم هیورا در نقش گلی چوی (فصل ۲)